# マリオン・L・スターキー
マリオン・レナ・スターキー（Marion Lena Starkey、1901年4月13日 - 1991年12月18日）は、アメリカ合衆国の作家で、セイラム魔女裁判の近代的な調査を主題とした『少女たちの魔女狩り The Devil in Massachusetts』を含む多くの歴史書を著した。

## 概要
『ソーガス・ヘラルド』の編集長を経て、ハンプトン大学とコネチカット大学で教鞭を執った後、専業作家となった。セイラム魔女裁判の研究に着手した彼女は、裁判所の記録の確認から始め、子供の空想から社会的なヒステリーへと至るまでの心理を描き出した。本『少女たちの魔女狩り The Devil in Massachusetts』は1949年に出版された。アーサー・ミラーは『るつぼ』を書く際、この研究書を参考とした